# Подстицајна путовања
Подстицајна путовања су пословна путовања, којима је основни циљ наградити и мотивисати запослене, пословне партнере или клијенте. Послодавац својим запосленима захваљује на напорном раду, труду и успесима, па их путовањем на неку атрактивну дестинацију награђује за то. Циљ послодавца је мотивација за наставком рада и побољшање ефикасности радног тима. Подстицајним путовањем се често захваљује дугогодишњим партнерима, клијентима и кључним купцима на лојалности, како би их мотивисали за наставак сарадње.
Једна од најчешће цитираних дефиниција је она коју је дала Society of Incentive Travel Exellene (SITE) : " Подстицајна путовања су глобални менаџмент алат који користи изузетан доживљај тог путовања да би мотивисасо и/или одао признање учесницима за повећан ниво рада, који су уложили за остваривање организационих циљева "
Овај вид MICE туризма фокусиран је више на забаву, храну и остале активности, него на едукацију и посао.
Путовање за учеснике је беплатно, а трошкове сноси фирма.

## Програми подстицања

### Запослени
Програми подстицања запослених су програми који се користе за повећање укупног учинка запослених. Програми запослених се често користе за смањење промета, јачање морала и лојалности, побољшања здравља запослених, повећање задржавања и дневне перформансе запослених. Добити наградно путовање за уложен труд и остварене резултате, ствара одређену дозу поноса и успеха код запослених. 

### Потрошач
Програми подстицања потрошача су програми који циљају на клијенте организације. Повећање стопе задржавања клијената на нивоу од само 5% повећава профит за 25% -125%. Потрошачки програми се све више користе јер све више компанија схвата да су постојећи клијенти јефтинији за продају, мање коштају за продају, мање су рањиви на нападе конкуренције и дугорочно купују више.

### Бодови
Програми подстицаја засновани на бодовима су врста програма где учесници прикупљају и искоришћавају бодове за награде. Програми бодова могу се користити за подстицање запослених или потрошача. Програми лојалности су често коришћени програми за подстицање на бази бодова, у којем су клијенти који показују одређено понашање награђени бодовима, што појачава то понашање.

### Продаја
Ови програми се првенствено користе за покретање продаје, смањење трошкова продаје, повећање профитабилности, развој нове територије и повећање марже. План подстицања продаје је пословни алат који се користи за мотивирање и компензацију продајног стручњака или продајног агента за постизање циљева у одређеном временском периоду. Ова путовања се користе како би се охрабрио и надокнадио сваки члан продајног тима, јер доприносе способности тима за продају.

### Оnline програми
Програми подстицаја стекли су значајну привлачност на интернету, 43% компанија које користе програме подстицаја користе интернет као канал. Компаније које покрећу своје програме на мрежи, остварују ефикасну комуникацију, извештавање и испуњавање награда. Оnline програми штеде новац и време и омогућавају организацијама да имају већу контролу.

## Облици подстицајног путовања
- кратки градски одмори (city break)
- спортски/авантуристички одмор
- разгледање

## Ефекти
- Позитиван утицај на организациону(корпоративну) културу
- Лојалност компанији
- Подстицање пожељних понашања запослених зарад остваривања циљева компаније
- Сарадња радника и менаџмента компаније

Подстицајна путовања имају утицај и на запослене који нису били међу награђенима. Када се награђуен колега врати узбуђени са путовања са фасцинантним описима догађаја и целокупног доживљаја, остале колеге ће бити стимулисани да раде више и упорније како би освојили следеће наградно путовање.